# Secțiunea 31
În franciza științifico-fantastică Star Trek, Secțiunea 31 este o organizație autonomă oficial inexistentă de apărare și serviciu secret. Desfășoară operațiuni de securitate specială și este condusă de cetățeni ai Federației care nu sunt constrânși de protocoalele etice ale Flotei Stelare. Organizația este introdusă în canon în Star Trek: Deep Space Nine, cu apariții sau mențiuni în nouă episoade din Star Trek: Deep Space Nine și Star Trek: Enterprise, precum și în filmul Star Trek Into Darkness din 2013 și filmul TV Star Trek: Section 31 din 2025.
Autoritatea sa de funcționare provine dintr-o dispoziție care apare în Carta inițială a Flotei Stelare a Pământului în articolul 14, secțiunea 31, din care derivă numele organizației. Articolul 14, secțiunea 31 permite "nerespectarea regulilor" în timpul unor amenințări extraordinare.
Spre deosebire de alte organizații de poliție secretă din universul Star Trek, cum ar fi  Tal Shiar (în Imperiul Romulan) sau Ordinul Obsidian Cardassian, Secțiunea 31 nu este o ramură reală a guvernului. Fără a răspunde în fața cuiva, Secțiunea 31 se concentrează asupra amenințărilor externe și urmărește pe cele pe care le identifică prin orice mijloace pe care le consideră potrivite.
Secțiunea 31 a fost cea care a contribuit cel mai mult la victoria coaliției dintre  Federație, Imperiul Klingonian și Imperiul Galactic Romulan în războiul împotriva Dominionului din cauza introducerii unui virus în Marea Legătură, ceea ce a decis în mare parte rezultatul războiului.

## Agenți
Agenți ai Secțiunii 31:
- Luther Sloan: Star Trek: Deep Space Nine
- Harris: Star Trek: Enterprise
- Malcolm Reed: Star Trek: Enterprise
- Amiralul Alexander Marcus, Thomas Harewood, John Harrison: Star Trek Into Darkness
- Doar în romane:
  - Charles Tucker III (Star Trek: Enterprise; The Good That Men Do, Kobayashi Maru, The Romulan War: Beneath the Raptor's Wing, The Romulan War: To Brave the Storm and Rise of the Federation: A Choice of Futures)
  - Tinh Hoc Phuong (The Good That Men Do)
  - Peter Lawrence (The Case of the Colonist's Corpse)
  - Admiral Lance Cartwright (Star Trek VI; Section 31: Cloak)
  - Admiral Matthew Dougherty (Star Trek: Insurrection; Section 31: Abyss)
  - Commander Cortin Zweller (Star Trek: The Next Generation; Section 31: Rogue)
  - Ambassador Aubin Tabor (Star Trek: The Next Generation; Section 31: Rogue)
  - Ensign Roberta Luke ("Scientific Method"; Section 31: Shadow)
  - Cole (Section 31: Abyss)
  - L'Haan (A Time to Kill, A Time to Heal, Typhon Pact - Zero Sum Game, Typhon Pact - Plagues of Night, Typhon Pact - Raise the Dawn, The Fall - A Ceremony of Losses)
  - Dietz (A Time to Kill, A Time to Heal)
  - Vasily Zeitsev (A Time to Kill, A Time to Heal)
  - Sarina Douglas (Typhon Pact - Zero Sum Game, Typhon Pact - Raise the Dawn, The Fall - A Ceremony of Losses)
- Doar în jocuri video:
  - Franklin Drake: (Star Trek Online)

## Apariții
Star Trek: Enterprise
Aceste episoade au fost produse după ce Secțiunea 31 a apărut pentru prima dată în episoadele Deep Space Nine listate mai jos, dar prezintă evenimente anterioare acestora în cronologia Star Trek.
- "Affliction"
- "Divergence"
- "Demons"
- "Terra Prime"

Star Trek: Deep Space Nine
- "Inquisition"
- "Inter Arma Enim Silent Leges"
- "When It Rains..."
- "Tacking into the Wind"
- "Extreme Measures"

Filme Star Trek
- Star Trek Into Darkness (menționată)
- Star Trek: Section 31

Romane Star Trek
- The Good That Men Do (Enterprise) de Michael A. Martin și Andy Mangels (martie 2007)
- Kobayashi Maru (Enterprise) de Michael A. Martin și  Andy Mangels (august 2008)
- The Romulan War: Beneath the Raptor's Wing (Enterprise) de Michael A. Martin și Andy Mangels (octombrie 2009)
- The Romulan War: To Brave the Storm (Enterprise) de Michael A. Martin și  Andy Mangels (octombrie 2011)
- Rise of the Federation: A Choice of Futures (Enterprise) de Christopher L. Bennett (iunie 2013)
- The Case of the Colonist's Corpse (The Original Series) de Bob Ingersoll and Tony Isabella (ianuarie 2004)
- Section 31: Cloak (The Original Series) de S.D. Perry (iulie 2001)
- Section 31: Rogue (The Next Generation) de Michael A. Martin și Andy Mangels (iunie 2001)
- Section 31: Shadow (Voyager)  de  Dean Wesley Smith și Kristine Kathryn Rusch (iunie 2001)
- Section 31: Abyss (Deep Space Nine) de David Weddle și Jeffrey Lang (iulie 2001)
- Typhon Pact - Plagues of Night (The Next Generation/Deep Space Nine) de David R. George (iunie 2012)
- Typhon Pact - Raise the Dawn (The Next Generation/Deep Space Nine) de David R. George (mai 2012)
- The Fall - A Ceremony of Losses (Deep Space Nine) de David Mack (octombrie 2013)
- Section 31: Disavowed (Deep Space Nine) de David Mack (noiembrie 2014)
- Section 31: Control (Deep Space Nine) de David Mack (mai 2017)

Benzi desenate Star Trek
- Star Trek: Year Four Enterprise Experiment (2008) numărul 5 publicat de IDW.
- Star Trek - Mission's End (2009) cinci numere, miniserie publicată de IDW
- Star Trek numerele 21-23, 25-28 (2013), poveste IDW ce are loc într-o realitate alternativă

Jocuri video Star Trek
- Star Trek Online